# Иннамаду
Иннамаду (мальд. އިންނަމާދޫ) — один из обитаемых островов в составе административного атолла Раа, Мальдивы.
Расположен в северной части Мальдивского архипелага, примерно в 160 км от столицы страны, города Мале. Составляет 875 м в длину и 475 м в ширину. Площадь острова — 34,1 га. По данным на 2006 год население острова насчитывало 537 человек: 266 мужчин и 271 женщину. Возрастная структура населения: 261 человек — младше 18 лет; 78 человек — от 19 до 25 лет; 170 человек — от 26 до 64 лет и 28 человек — в возрасте 65 лет и старше. Уровень грамотности населения — 94,8 %.
Всего на острове насчитывается 113 домашних хозяйств, то есть в среднем на 1 хозяйство приходится 4,8 человек. Имеется 1 школа.